# Hofors bruk
Hofors bruk är ett järnverk i Hofors, Gävleborgs län. Huvuddelen av bruksområdets verksamma del går numera under namnet Ovako Hofors och delar av bruket ingår i turistsatsningen Järnriket Gästrikland.
Bruket i Hofors startade som bergsmansägd stångjärnshammare under tidigt 1600-tal, med masugn cirka 20 år senare. Robert Petre d.ä. blev huvudägare 1680 och släkten Petre ägde det sedan nästan oavbrutet fram till bolagets konkurs 1879. Då såldes det till Stockholms Enskilda Bank och nybildades. Flera stora investeringar och effektiviseringar, inte minst under perioden 1885–1915, gjorde stålverket till ett av Sveriges främsta och idag är Ovako Hofors en av Europas ledande tillverkare av stål för kullagertillverkning. 1916 blev SKF ägare, och efter olika bolagsfusioner ägs bruket sedan 2005 av industrikoncernen Ovako. Bruket har tidigare varit ägare av flera gruvor, men använder sedan 1978 endast stålskrot i sin produktion.

## Historik

### Tiden 1604–1706

#### Bergsmanshytta
Bruket i Hofors är Gästriklands nuvarande äldsta aktiva järn och stålverk, och stångjärnshammaren nämns första gången i hammarskattelängden 1604. Masugnen anlades vid eller nära samma damm som hammaren, på 1620- eller 1630-talet. 1646 ägde bergsmännen Erick Andersson och Olof Mattsson en masugn som blåstes sexton veckor per år samt en hammare med en härd som drevs nio månader per år. Anläggningen drevs av vatten från Hoån, och malmen hämtades från gruvorna kring Nyäng. Dessa betalade motsvarande 34 kg stångjärn årligen i skatt, vilket kan jämföras med närbelägna Tjärnäs, som betalade motsvarande 550 kg per år.
Kontrollören Jöran Elis i Gävle (son till Gävles borgmästare Jeremias Elis, som ägde en hammare med två härdar i Västerbyggeby i Valbo socken) arbetade med att väga och värdera järn innan export från Gävle hamn. Han gifte sig med dottern till en tredje hemmansägare, troligen Erick Bengtsson (död 1660), och blev delägare i bergsmanshyttan när denne gick bort. Förutom andelarna i strömmen, med hytta och hammare, hörde skog och gruvor till hemmanet. Elis hade tre andelar i socknens bästa gruva, Göskegruvan, tre andelar i den malmrika men svårbrutna Penninggruvan, en andel i Fagerstagruvan på andra sidan Stora Gösken och även en andel i Storgruvan, vilken var ökänd för sina stenras.
1676 sålde Elis hemmanet i Hofors, som han aldrig bott på, till kunglige livmedikus Sven Bröms för 1 900 daler kopparmynt. Bröms utökade sin egendom i området genom att köpa ett halvt hemman, på fyra och ett halvt öresland, i Berg för 585 daler kopparmynt. Köpet gav inte fler andelar i masugnen, men väl åker, äng och inte minst skog. Säljaren Lars Eriksson fortsatte arrendera sin gård, som han var tvungen att sälja då han inte kunde betala järnskatten, och blev senare en stor leverantör av träkol till Hofors bruk.
Bröms hade sedan 1660-talet försökt köpa skog och ge sig in på järnhanteringen i Gästrikland. Efter ett lån av en släkting, den skotskfödde affärsmannen Robert Petre från Arboga, på 6 000 riksdaler och lika mycket eget kapital, kunde han köpa alla egendomar i Ockelbo socken av friherre Carl Leijonhufvud 1673. Petres villkor var att han skulle få hälften av gårdarnas skatt samt leta och bryta järnmalm både på Bröms och hans grannars mark i Ockelbo. 1676 fick Bröms privilegier på en hammare i Brattfors och köpet av hemmanet i Hofors gav malm till denna hammare, då det är ont om bra malmfyndigheter i Ockelbo socken. Bröms och Petre hittade tre malmstreck kring Ockelbo, men två tvingades de överge på grund av hög vattenföring respektive dåligt med malm, och det tredje hade så mager malm att den inte räckte till kvalitetsmässigt utan var tvungen att blandas ut.

#### Petre köper Hofors
År 1680 tog Robert Petre över bruket, efter flera invecklade transaktioner mellan honom och Bröms, vilket inledde Petre-släktens 199-åriga ägardynasti. Petre bodde dock kvar i Arboga, där han hade sin affärsverksamhet.
När Petre tog över masugn och hammare 1680 var de i mycket dåligt skick, hyttan producerade bara fyra till fem skeppund järn per dygn, men krävde arbetskraft motsvarande en dubbelt så stor anläggning, främst på grund av att malmen höll så låg kvalitet. Även hammaren var klen, och saknade egentlig damm. Robert Petre d.ä. och Robert Petre d.y. (om det var hans son eller brorson som åsyftas vet man inte) sökte och fick tillstånd till att restaurera hytta och hammare, som utnyttjades till att flytta hammaren en bit uppströms, vilket gjorde att kraften kunde utnyttjas året om. Petre hade redan fått böta 400 daler kopparmynt för dammröta (att vattnet steg för högt), men såg möjligheter med en ordentlig damm. Kolet blev ett stort problem, då traktens bönder vägrade kola åt bruket och daglönarna tog dubbelt så mycket betalt för att kola åt Hofors jämfört med andra hyttor. Det var svårt att få nog med malm från de egna gruvorna, och masugnen utnyttjades inte till fullo, då den fortfarande till en fjärdedel ägdes av bergsmännen, som bara nyttjade en sjättedel. Därför köptes betydande mängder tackjärn från Västerbergslagen, för att utnyttja hammaren optimalt.
Robert Petres son Vilhelm (Wellam/Velam) Petre var den som i praktiken skötte bruket och gruvorna, och ska enligt vissa källor ha ägt ett hemman av ett öreslands storlek redan 1676. Tillsammans med sina bröder övertog han bruket efter faderns bortgång, utökade och effektiviserade produktionen både på bruket och i gruvorna, och påbörjade en utvidgning. Hammaren Norrahammar, nära Karmansbo i Västmanland, såldes av bröderna 1692, troligen för att få mer kapital till Hofors. Vilhelm Petre gick bort 1706 och begravdes på kyrkogården vid Torsåkers kyrka, som den första i släkten.

#### Den stora kolstriden, 1699–1706
Efter en brand dagen efter Kristi himmelsfärds dag 1692, som totalförstörde hammaren, sökte Vilhelm Petre förnyat tillstånd för att fortsätta verksamheten året därpå. Detta skedde då han efterträdde sin far som brukspatron, och han passade även på att ansöka om en andra härd. 19 december 1694 gavs Petre tillstånd av bergskollegiet till detta. Han fick då tillstånd att tillverka motsvarande 82 ton stångjärn. Den nya härden stod klar året därpå, och i samband med detta anlades en damm, något senare även en kvarn.
Vilhelm Petres planer på en andra hammare väckte dock ont blod hos andra ägare av hyttor och hammare om tillgången på naturresurser. Såväl från familjen Mackeij (Gammelstilla, Hammarby, Skommarhyttan och Torshyttan), som från Edske masugn kom skrivelser om att Hofors hotade deras tillgång på kol. Bergsmännen som drev hyttorna i Fagersta, Tjärnäs och Vall framhöll också vattenkraftfrågan. Bokhållare Samuel Ljung, som företrädde en av Petres konkurrenter, hävdade att kolet från Vi och Rybacka, som då köptes av Hofors bruk, istället borde transporteras den dubbla sträckan till Hammarby. När Petre gavs tillstånd att uppföra en andra hammare fick han de båda bergsmansdelägarna att skriva på att de bara fick använda den gamla härden och inte producera mer än 30 skeppund stångjärn var per år. Vilhelm Petres bror Johan Petre var borgmästare i Arboga, men hjälpte sin bror vid förhandlingarna om bruket i Hofors. Vid den stora kolstriden 1699–1706 var således Johan Petre huvudaktören från Hofors bruks sida.
Striden om kolet hade sin grund i att Petre år 1699 fått tillstånd från bergskollegium att uppmäta en allmänning och ta den skog han behövde från denna. Då såväl Hofors bruk som Edske masugn och bergsmännen ansåg sig behöva skogen uppstod en djup konflikt, där alla parter anklagade varandra för illegal avverkning och bergskollegiet fick rycka in år 1700. Året därpå ställdes ett laga ting i Torsåker, från vilket ett sällskap begav sig mot Edske masugn per båt. Det bestod av bergmästaren David Leyel, gruvfogden Johan Lemon, länsmannen Lars Olofsson från Åsmundshyttan, bonden Per Bengtsson från Tjärnäs, samt de kärande bergmästaren Lorenz Schmitt, representant för Tjärnäs, och bokhållaren Samuel Ljung, representant för Hammarby. Vid masugnen mötte arrendatorn Anders Uhr, fru Elisabeth Bröms och Johan Petre upp och allihop begav sig till allmänningen vid Malmbergsås. Allmänningen bestod av improduktiv mark, med steniga åsar och kalkstensbackar. Den skog som en gång stått där var borta, liksom skogen öster om sjön Hyen. Dock fanns det skog kvar mellan Malmbergsås och Rörberget, men den var ännu på tillväxt. Nästkommande dag samlades sällskapet på Hofors bruk, där Leyel läste upp de anteckningar han gjort under rundturen. Ljung och Schmitt lämnade en gemensam skrift till Leyel, som återigen framhöll varför Hofors och Edskens kolningar vållade dem problem. Uhr, som förutom att driva Edske masugn behövde skogen till sin gruvdrift, pekade dock på att även bergsmännen skövlade skogen. Petre svarade att vad Hofors bruk behagade köpte man det mesta av sitt tackjärn utifrån och sparade därför på sin skog, och dessutom hade bergskollegium redan bestämt att Hofors och Edske masugnar skulle få så mycket kol de behövde. Han hävdade också att det var hans förtjänst att allmänningen tillkommit och vände sig emot att bergsmännen skulle tränga in och använda den för eget bruk.
Petre ville få tillgång till hela den berörda allmänningen, men Uhr protesterade och kom med ett motförslag. Detta gick ut på att Edske masugn fick bruka marken mellan Edsken och Hyen, och Hofors marken öster om Hyen. Bergmästare Leyel försökte förgäves ena parterna. Till slut satte han nyttjandeförbud på allmänningen och förde frågan vidare till bergskollegium. I väntan på kollegiet passade häradshövding Samuel Forssell på att genomföra en laga syn över gamla råmärken och gränser kring området.
I maj 1702, då Petre förstått att han var i underläge, lämnade han in en ansökan till bergskollegium om uppmätning av allmänningen i Ovansjö socken, norr om Hyen (där Hammarby hämtade sitt kol) och få tilldelning av denna. Uppmätningen, som bekostades av Petre själv, fick stöd av kollegiet och landshövdingen i Gävle befalldes att tillsätta en lantmätarkommission. I december samma år kom beslutet om allmänningen i Torsåkers socken, vilket gick på Uhrs linje. Mot en rekognitionsavgift till kronan fick Hofors 340 tunnland öster om Hyen. I april 1706 kom beslut också om allmänningen i Ovansjö socken, där Hofors fick den södra delen, från röret vid Skuruhäll till den norra stranden på Lilla Hällsjön och vidare till röret vid Lämbyggevall. Detta var den största biten av området och omfattade 2 500 tunnland.

### Tiden 1706–1800

#### Johan Petre
Efter Vilhelms frånfälle tog brodern Johan Petre över bruket, men i likhet med sin far bodde han kvar i Arboga och skötte sina borgmästarplikter. Verksamheten vid bruket sköttes istället av hans skrivare Nils Hedman. Då Sverige befann sig i ständiga krig gick mycket av Petres tid och engagemang åt till att hålla borgarna beväpnade och vältränade, ordna inkvartering åt soldater och liknande. Han blev Arbogas rikaste man, och en stark politisk kraft som värnade stadens handel. Denna kunde dock ta sig något extrema uttryck, som när han anhöll om att Linde stad skulle ödeläggas för att dess handel hotade Arbogas. Petre var stadens representant i riksdagen och höll, i motsats till sin far, en starkt kungakritisk hållning. Karl XII:s krig var inte bara till skada för Arboga, utan också för Hofors. Kolarbönderna kallades in till militärtjänstgöring och bergsmännen prioriterade sina jordbruk till följd av de låga stångjärnspriserna. Ett skeppund stångjärn gav 23,5 daler kopparmynt vid Gävle våg år 1711, men omkostnaderna med transport och dylikt låg på 22 daler kopparmynt per skeppund.
Bruket hade, främst under Johan Petres ledning, löst in elva gårdar, som inte kunnat betala tillbaka lån bruket gett dem, under 1700-talets första hälft. Vissa lån kunde betalas tillbaka in natura, såsom leveranser av träkol, eller med dagsverken på bruket, såsom den nya masugnen 1711, vilken fordrade cirka 1 000 dagsverken. Släkten Petre hade även under 1700-talet flera tvister, då med ättlingar till de byamän och bönder som sålt sina hemman. Oftast handlade det om dessa hemman var bergslagshemman, det vill säga att de med lagstöd bara fick ägas av bergslagets medlemmar, vilket de ansåg att Petre-släkten inte var.
1711 genomgick masugnen en restauration och hammaren byggdes om helt 1714–1718. Under natten mot den 24 augusti 1724 brann dock hammaren ner och fick återuppbyggas. En andra förödande brand drabbade hammaren den 11 juni 1730 under ett stormväder. Tack vare en massiv arbetsinsats för att återuppbygga anläggningen kom driften igång redan i november samma år. Bruket var fortfarande begränsat av bergsmannadelningen av hyttan, men den 22 april 1723 kunde Petre lösa ut bergsmännen från masugnen i Hofors, genom en uppgörelse som istället gav dem andelar i Tjärnäs hytta.

#### Anna Catharina Christiernin
När Johan Petre gick bort 1726 efterlämnade han nio sextondelar av bruket till sina barn, som hans änka Anna Catharina Christiernin disponerade. Hon lyckades även köpa resterande del från arvingarna efter Vilhelm Halleday, som var rådman och gift med en av Robert Petres döttrar, för 24 000 daler kopparmynt. Pengarna till detta fick Christiernin dels genom att sälja sin åttondel i Ramnäs bruk till sin mor för 13 000 daler kopparmynt, dels genom att kräva kronan på den borgmästarlön hennes bortgångne make haft innestående mellan 1695 och 1726.
Sonen Erik Gustav Petre var förvaltare och den som skötte de praktiska göromålen på bruket. Detta då Christiernin bodde kvar i Arboga, där hon var borgmästarinna, men Erik Gustav bodde i Hofors. Dock var Erik Gustav Petre endast 19 år, och därmed omyndig, när fadern gick bort, så brukets talan inför bergskollegiet fördes av morbrodern Karl Christiernin den första tiden. Christiernin insåg vikten av att kunna köra foror även sommartid, och lät därför anlägga en väg mellan bruket och Torsåkers kyrka via Fagersta år 1734. Sträckan är cirka 9 km lång och kostnaden för vägbygget blev 1 900 daler kopparmynt. I samband med detta vägbygge beslutade bergskollegiet att efterskänka brukets tiondeskuld som hon underlåtit att betala under flera år, som uppgick till inte mindre än 8 726:21:18 daler silvermynt. Bygget kom lägligt, då 1734 och 1735 var förmånliga år, med höga järnpriser på den engelska marknaden. Tack vare en särskild förordning kunde bruken både underskrida produktionskvoten och lagerhålla järnet under dåliga år och öka sin produktions- och försäljningskvot under goda år. 1734 tillverkade Hofors 500 skeppund stångjärn och kunde sälja 706 skeppund. Året därpå tillverkades och såldes 708 skeppund. Rysslands inträde på den engelska järnmarknaden på 1730-talet kom dock att innebära en svacka för den svenska stångjärnsexporten.
Christiernin hade dock en stark önskan att producera så mycket som möjligt på bruket. Detta gick stick i stäv med kronans begränsningspolitik gällande produktion och export av stångjärn. Den mängd smide som 1695 års taxering gett bruket tillåtelse att producera, 550 skeppund per år, fick inte överskridas i den kungliga förordningen från 1726. I denna anges också att bruket skulle åläggas med vite à 8 daler silvermynt för varje skeppund över den tillåtna mängden. Petre sände in en vädjan till bergskollegium, där hon hävdade att bruket hade råvarutillgångar för minst 800 skeppund årligen, och inget annat järnbruk skulle lida skada om Hofors ökade sin produktion till denna mängd. Däremot skulle byggnaderna kunna underhållas och arbetarnas uppehälle säkras. Med anledning av detta tillsatte kollegiet en utredning i maj 1730, där bergmästare Thor Bellander anmodades att undersöka brukets skogstillgångar. Bellander påbörjade uppgiften fyra år senare, i oktober 1734, då han tillsammans med ombud för bergsmän och bönder mötte upp Petre och Hofors gruvfogde Eric Johansson. Skogarna bedömdes vara i gott skick, men Lars Wibom, bokhållare vid Edske masugn, var orolig för sin kolförsörjning. Petre förklarade då att bara en liten del av kolet skulle köpas från kolare som nyttjade de allmänningar som gränsade till Edskens domäner och det mesta skulle tas från egna skogar. Samma argument upprepade hon till Torsåkers bergsmän, däribland kyrkoherde Johan Näsman. Petre hade räknat ut att hon hade tillgång till 2 330 stigar kol, men bara skulle behöva 1 876 för sin produktion. Till den nya härden skulle dessutom allt kol köpas från Västerbergslagen. Bergmästare Bellander ansåg att Petre hade rätt, men hon fick ändå avslag av bergskollegium i beslutet från 1737. Anledningen var att det totala koluttaget inom Torsåkers bergslag generellt var på gränsen till för högt. Då Hofors bruk använde sig av egna skogar vände sig Petre direkt till Kungl. Maj:t. Hon skrev där bland annat om hammarordningen från 1703. I denna skulle smederna producera tio skeppund stångjärn per vecka, vilket på ett år skulle ge 850 skeppund för hela bruket. Kungl. Maj:t vidarebefordrade brevet till bergskollegium, och 1745 (15 år efter första ansökan) godkände kollegiet en produktionshöjning till 300 skeppund tackjärn och 700 skeppund stångjärn årligen. Denna tilldelning var sedan oförändrad under hela 1700-talet.

#### Jacob Fredrik Petre
Den 21 januari 1744 sålde Christiernin bruket till Erik Gustav och hans bror Jacob Fredrik för 117 000 daler kopparmynt. Av dessa var 100 000 för fasta inventarier och 17 000 för den lösa egendomen. Transaktionen godkändes av övriga syskon, och innefattade brukshemmanet, stångjärnshammaren med två härdar, masugnen, sågkvarnen, en andel i en skvaltkvarn och två lantbohemman i Torsåker respektive Ovansjö. Erik Gustav Petre sålde dock sin andel till brodern redan den 6 februari samma år, men bodde kvar på Hofors och hjälpte honom med bruket.
Köpet av Hofors hade dock gett Jacob Fredrik Petre ekonomiska problem. I oktober 1745 sålde han därför halva bruksegendomen till Anders Uhr, som ägde Hammarby och Kungsgården för 60 000 daler kopparmynt och en äregåva à 100 lod silver. De båda männen blev kompanjoner, och Petre gifte sig med Uhrs syster Maria Elisabeth Erngren (änka efter kapten Samuel Erngren) i september 1749. I maj samma år hade Petre köpt tillbaka Hofors från Uhr för 66 000 daler kopparmynt och 100 lod silver, på avbetalning. Maria Elisabeth Petre avled vid 36 års ålder 1762. Hon ligger begravd i det Petreska gravkoret vid Heliga Trefaldighets kyrka i Arboga, tillsammans med Jacob Fredrik Petre själv (död 1778) och hans andra hustru Beate Sophie von Braunjohan (1736–1776), med vilken han gifte sig 1764.
Jacob Fredrik Petre lät uppföra ett nytt boningshus med tillhörande kontorsflygel, som ersatte den gamla herrgården (Petregården). Byggnaderna var i sten och kostade omkring 10 000 daler kopparmynt.
1758 hade bruket rätt att tillverka 700 skeppund smitt järn och 300 skeppund tackjärn per år. Bruket hade då en masugn, en hammare med två härdar, en kvarn, ett tegelbruk, tio kolartorp samt ett sågverk beläget i strömmen mellan Hyen och Tolven. 1768 byggdes såväl hyttan som hammaren om.

#### Avbrottet i Petre-eran
När Jacob Fredrik Petre dog hade han arton barn. För att undvika rättstvister dem emellan testamenterade han istället bruket till brorsonen Carl Wilhelm Petre, son till Johan Joachim Petre, kurator i justitiekollegium i Stockholm. Carl Wilhelm hade lärt sig sköta brukets sysslor då han vistats på bruket i perioder sedan han var mycket ung, dessutom ansåg Jacob Fredrik sina egna söner förmätna.
I testamentet fanns dock två tydliga krav. Carl Wilhelm var tvungen att gifta sig med någon av Jacob Fredriks döttrar och dessutom lösa ut alla Jacob Fredriks barn för 25 000 riksdaler specie. Således gifte sig Carl Wilhelm med sin kusin Maria Fredrika Petre 1778 och flyttade till Hofors. Dock orsakade den stora lösensumman till övriga kusiner väldiga ekonomiska bekymmer, vilket föranledde en försäljning av hela bruksegendomen till Lars von Stockenström på Fagersta bruk 1790.
1791 åberopade dock den 30-åriga Robert Fredrik Petre (1760–1838), son till Jacob Fredrik, bördsrätt till Hofors. I och med detta kunde han köpa tillbaka bruket av von Stockenström. Pengarna till detta fick han från att köpt och framgångsrikt drivit Hagge bruk i Norrbärke socken. Han köpte samma år även hälften av andelarna  i Hammarby.

### Tiden 1800–1914

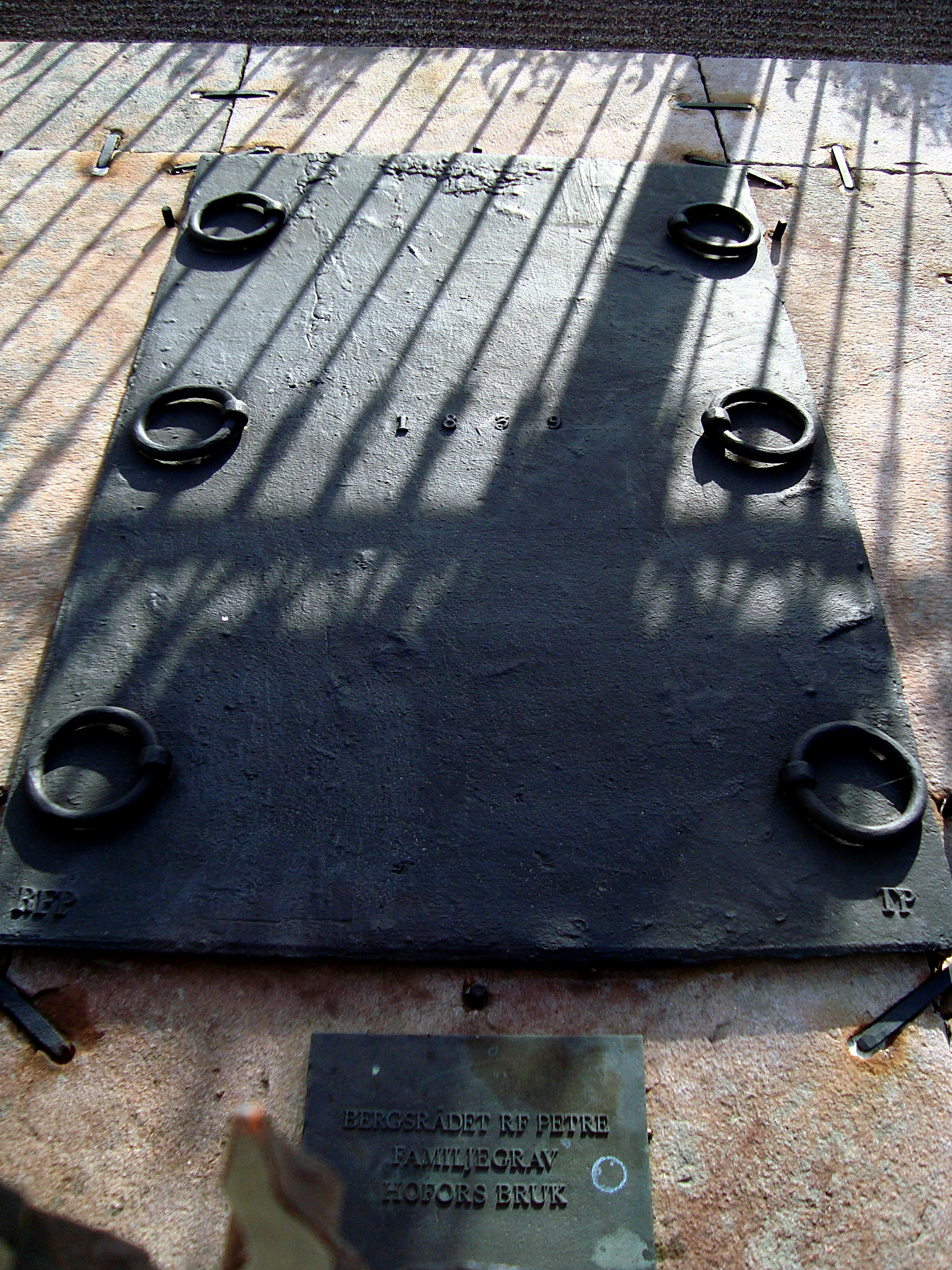
Robert Fredrik Petres och Thore Petres grav på Torsåkers kyrkogård.

Vid sekelskiftet 1800 (1799–1803) lät Robert Fredrik Petre uppföra Hofors herrgård. Herrgården är den enda kvarvarande byggnaden från det gamla bruket,  och en av det tidiga 1800-talets bäst bevarade herrgårdar i Sverige. I samband med byggandet av herrgården lät Petre rusta upp parken och gräsytorna, liksom plantera träd och buskar i omgivningen.
Den 15 juni 1803 utfärdades en kunglig förordning om att bruken lättare skulle få utöka sina smidesrätter, vilket Petre inte var sen att utnyttja. Han gjorde en framställan till Bergskollegium, som efter att ha uttryckt sitt tvivel om järnhanteringens framtidsutsikter i Gästrikland ändå gav honom år 1806 rätt att utöka produktionen i Hofors och Hammarby med 210 respektive 348 skeppund. Hofors fick därmed framställa 900 skeppund smide och Hammarby 1800 skeppund. Vid samma tid fick, med vissa förbehåll, samtliga bruk i Gästrikland tillverka "så mycket stångjärn som de vid deras verkstäder medhinna att utsmida". År 1809 fick Petre rätt att med hjälp av två spikhamrar smida 50 skeppund spik i Hofors och 1815 fick han liknande rättigheter i Hammarby.
Petre var duktig på att utnyttja järnkonjunkturerna och vid handelskrisen 1815–1818, i sviterna efter Napoleonkrigen, var han en av få bruksägare som helt kunde rädda sina bruk. Han kunde tillsammans med sonen Thore Petre år 1816 köpa loss den halva av Hammarby, med tillhörande egendomar i Ovansjö socken, efter ett antal invecklade transaktioner när Anna Margareta Uhr-Gripensvärd kom på ekonomiskt obestånd. Thore Petre kom vid denna tid även hem från Stockholm, där han bott ett antal år, och blev brukspatron på Hammarby. Robert Fredrik och Thore Petre köpte, efter en lagändring 1810, upp ett stort antal bergsmanshyttor och kunde år 1818 köpa loss den övre hammaren i Tjärnäs. Med ett antal andelar i Tjärnäs hytta, som Petre äge sedan tidigare, kunde den fjärdedel av Hofors hytta som Fagersta bergsmän ägde införskaffas och därmed bli helt Petre-ägd. När släkten af Uhr fick sälja bruket i Uhrfors, med tillhörande verksamhet i Kungsgården, hälften av Åttersta masugn och ett stort antal hemman, köpte far och son Petre en tredjedel. Resterande del köptes av Daniel Elfstrand & C:o, en grosshandelsfirma som familjen Petre gjorde affärer med.
Thore Petre (1793–1853), den kanske mest kände i släkten, var utöver brukspatron riksdagsman med för sin tid mycket liberala idéer. Han hade en strävan efter kraftiga skolreformer för att höja folkundervisningen, ett ändamål han även bidrog till ekonomiskt. Han brann även för fattigvården, var en ivrig anhängare av handels- och näringsfrihet, motståndare till skråsystemet, liksom till import- och exportförbuden. Efter Petres död 1853 övergick egendomen till hans arvingar, vilka 1873 bildade Hofors och Hammarby AB.

#### Hofors Aktiebolag
Till följd av de ogynnsamma järnkonjunkturerna i slutet av 1870-talet, mycket på grund av Fransk-tyska kriget, kom bolaget dock på obestånd 1878 och nödgades 1879 avträda hela sin egendom till fordringsägarna. På konkursauktion inköptes bruksegendomarna av den störste fordringsägaren, Stockholms Enskilda Bank, och såldes därefter till bankdirektör André Oscar Wallenberg m.fl., vilka 1880 bildade Hofors AB. Ny disponent från 1890 blev Per Eriksson (1851–1928).

#### Industrialiseringen når Hofors

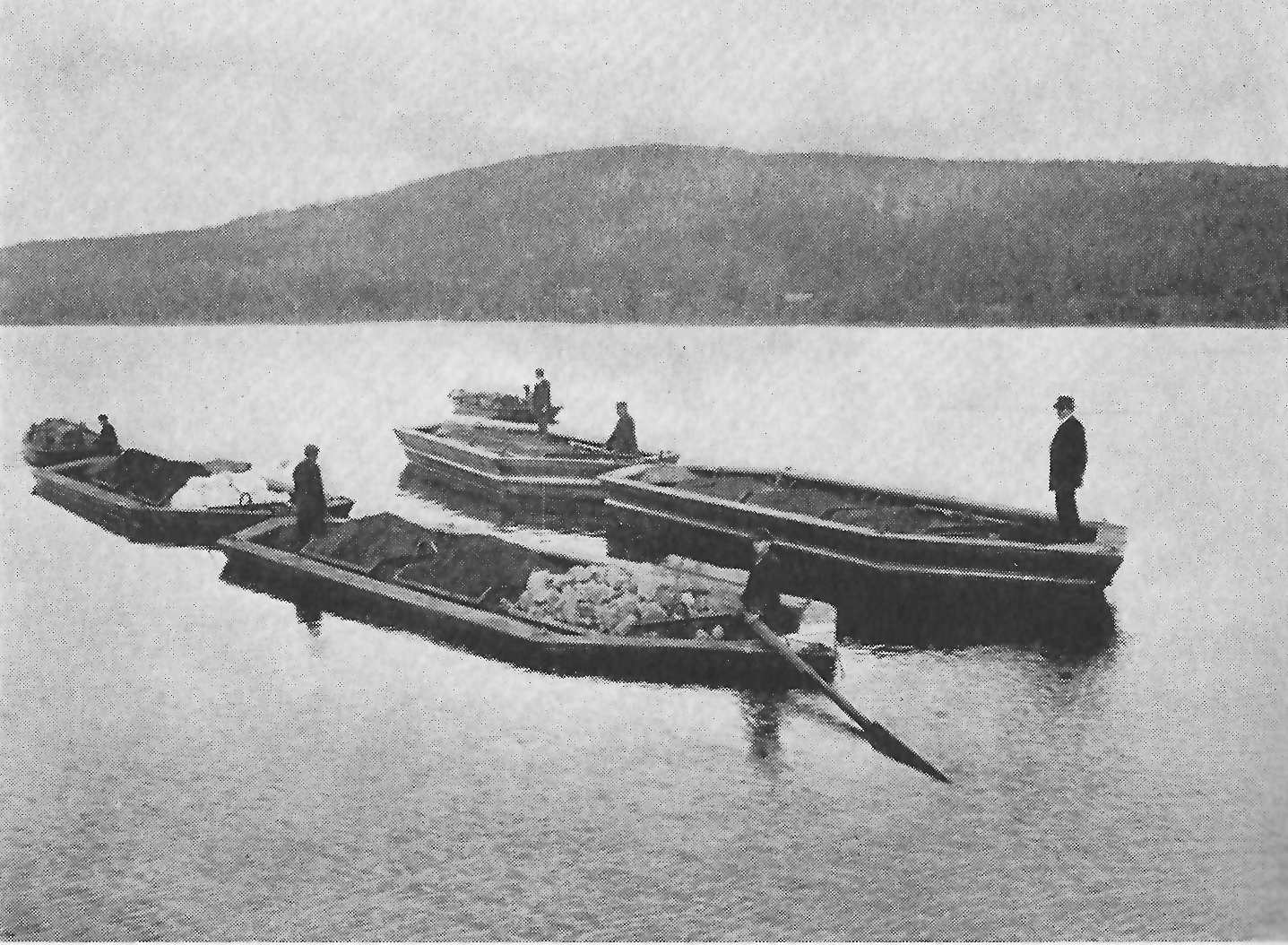
Malmtransport med pråm från Långnäs anrikningsverk till Hofors.

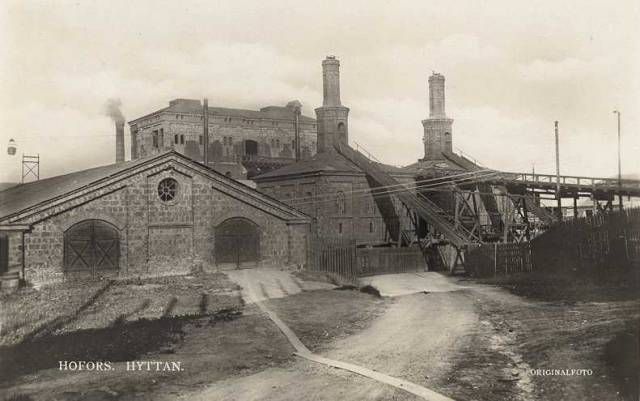
Hofors bruks hytta, tidigt 1900-tal.

Hofors, tillsammans med de andra bruken i norra Bergslagen, fick järnvägsförbindelse på 1870-talet, vilket framförallt ökade tillgången av kol. 1872–1873 grävdes en kanal tvärs över bruket och schaktarbeten sattes igång för till en ny hytta.
1884, som sista bruk i Sverige, infördes Bessemerverk och 1885 lades Lancashireverken ner. I samband med det började Hofors bruk att centralisera produktionen till Hofors. Tidigare hade tackjärn producerats i Hofors och Kratten, smältsmide i Robertsholm, Montrose, Hammarby samt Kungsfors och utvalsningen av styckena skett i Kungsgården.
Under perioden 1890-1915 gjordes en mängd investeringar i bruket för att kunna möta nya krav på mängd och kvalitet, ledda av brukspatron Per Eriksson och överingenjör Gösta Odelberg. 1894-1895 genomgick bruket en större ansiktslyftning och brukets maskinpark uppgraderades med bland annat nya ånghammare, hydrauliska pressar och tre nya valsverk. Dessa valsar var de första i världen som drevs med elektricitet och vars motorer var världens då största elmotorer. Mellan 1897 och 1901 fick Hofors bruk sitt rörvalsverk, det fjärde i Sverige. Vid sekelskiftet 1900 infördes ett Martinverk för produktion av göt och en av Hofors masugnspipor var med sina 104 kubikmeter störst i Sverige.

### Tiden 1914–1999

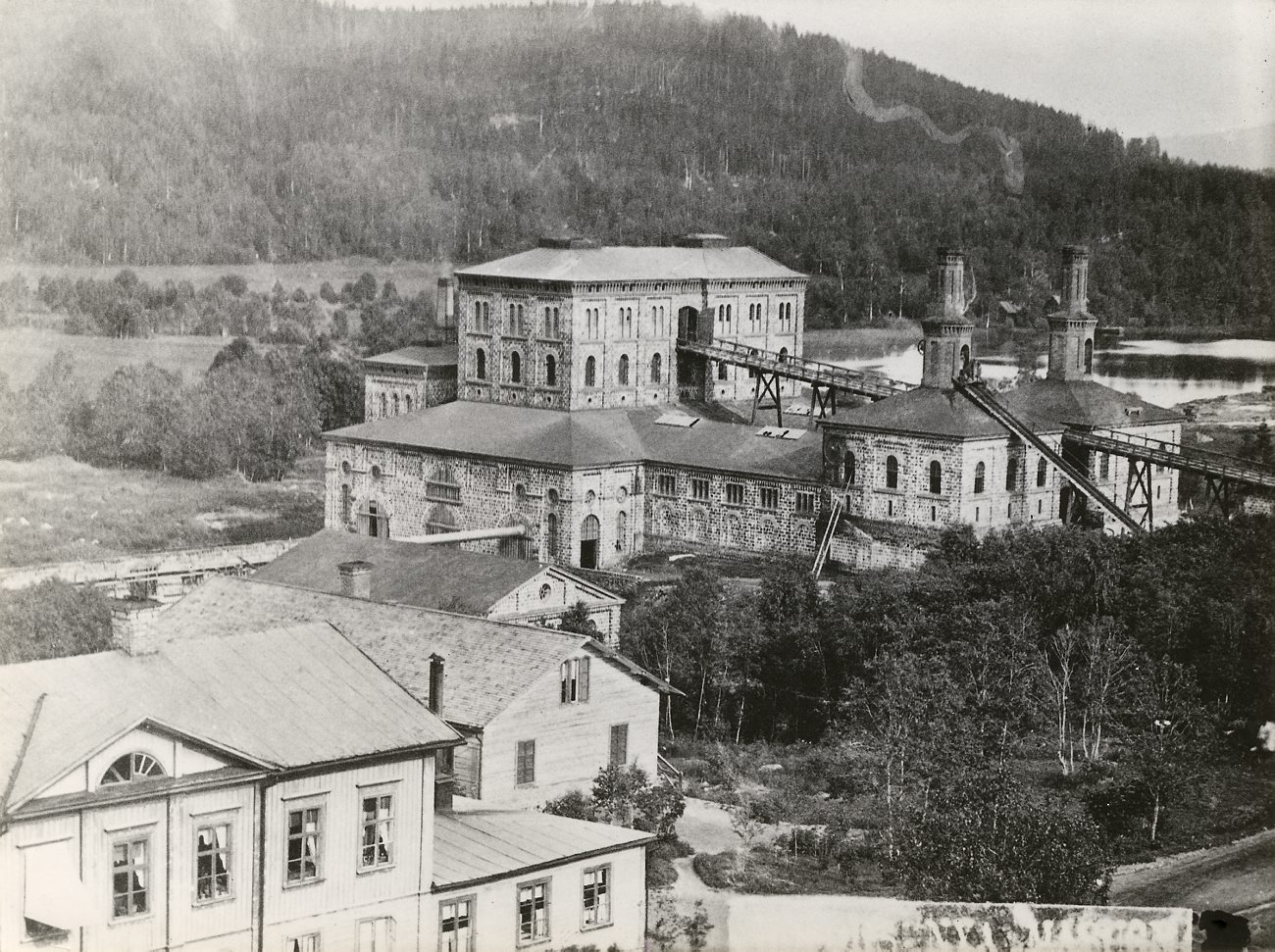
Hyttområdet, tidigt 1900-tal.

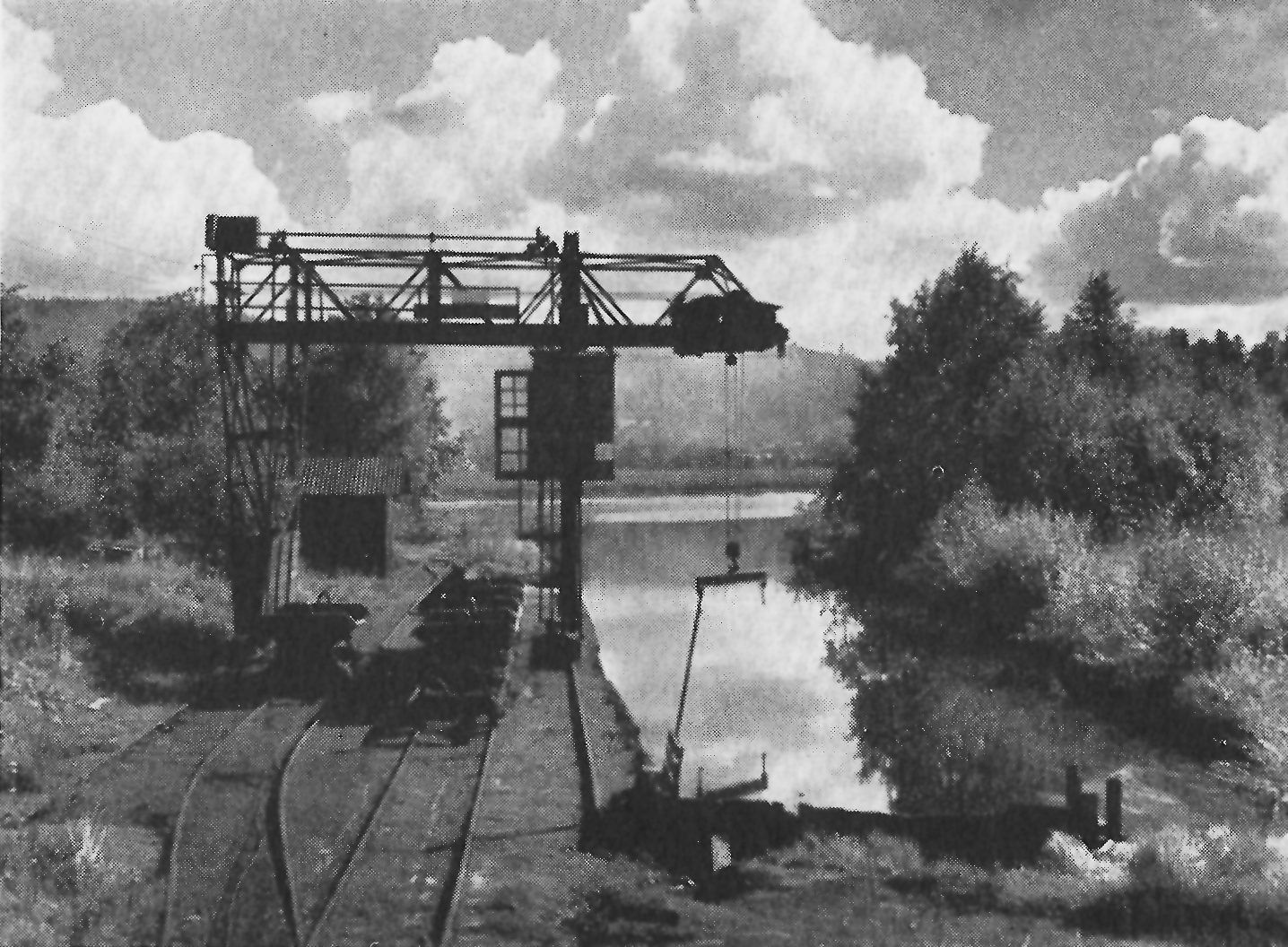
Hofors lossningshamn, tidigt 1900-tal.

#### SKF och Ovako
År 1914 började bruket leverera stål till SKF i Göteborg. SKF hade sedan 1911 tillverkat egna stålkulor och letade efter ett lämpligt stålverk att köpa. Hofors var vid denna tid ett av Sveriges modernaste och största stålverk och 1916 köptes Hofors AB av Stockholms Enskilda Bank för 16 miljoner kronor. Samma år köpte SKF Grönkvists Mekaniska Verkstad i Katrineholm, och betalade SEB med 30 000 nyemmiterade SKF-aktier (à 650 kronor, vid introduktionen på Stockholms fondbörs) via Emissionsinstitutet, som var nära knutet till SEB, för de båda företagen.
1921 blev bruket i Hofors formellt en del av SKF.
År 1986 bildades Ovako AB genom sammanslagning av SKF Steel AB och finländska Ovako Oy AB. Detta uppdelades åter 1991, varvid Hofors bruk kom att tillhöra svenska Ovako Steel AB, med SKF som huvudägare, fram till 2005, då Ovako Steel gick samman med Fundia och Imatra Steel. 2010 avyttrades tråddivisionen i samband med riskkapitalbolaget Tritons köp av företaget.

#### Koks och nya metoder
Hofors bruk använde länge träkol som bränsle framför allt till masugnarna men även hammarhärdarna och malmrostningen. Åtgången av kol ökade kraftigt efter införandet av värmebläster i 1800-talets mitt och nådde sin topp 1943, då träkolsmasugnarna nådde sin högsta produktion. Under 1943 tillverkades 72 000 ton tackjärn med en träkolsförbrukning på 3,2 miljoner hektoliter.
Under 1940-talet började man centralisera kolningen i Hofors till ett antal kolgårdar och i och med nedläggningar av flera hyttor i nuvarande Hofors kommun så koncentrerades kolleveransen till Hofors bruk. 1949 började man använda koks tillsammans med träkol vid smältningen och 1953 övergick man till endast koks.
Den kol- och koksbesparande tekniken med sinter istället för styckemalm var en vidareutveckling av sligbriketterna som uppfunnits vid sekelskiftet 1900, men bara använts som komplement i masugnarna. 1930 började Hofors bruk, troligen som första järnverk i världen, att enbart använda sig av sinter. Hofors bruk var även en av pionjärerna inom stränggjutning och försök gjordes under Martin Wiberg 1932, sex år innan världens första fullt fungerande anläggning, i Kuznetskii i Sovjetunionen, togs i drift. Hofors valde dock att inte använda sig av stränggjutning i produktionen.

#### Investeringar under 1950–1970-talen

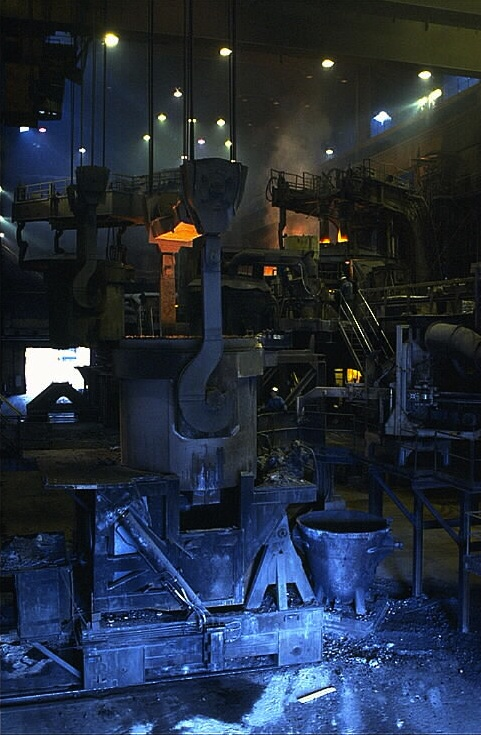
Interiör från stålverket vid 1980-talets början.

Bruket gjorde flera stora investeringar under första halvan av 1950-talet. Bland annat byggdes "Martinugn 10" ut till 60 ton per charge, ett järnsvampverk och ett kulsinterverk uppfördes med en kapacitet på 30 000 ton järnsvamp respektive 45 000 ton sinter om året. Flera nya maskiner och ugnar tillkom, liksom ett bruksberedningsverk, ett kokssorteringsverk och två stegvalsverk. Långnäs anrikningsverk och sågen i Robertsholm byggdes ut och ett förråd för tegel uppfördes norr om Sotbo. Även två cisterner à 2 000 m³ för eldningsolja byggdes på bruksområdet, likaså personalrum och ett marketenteri med plats för 300 personer. Ett personalrum för kvinnor i tråddragningsverket byggdes 1956, detta då allt fler kvinnor börjat arbeta på bruket under 1950-talet. I samband med nyinvesteringarna 1957–1959 med högfrekvensugnar, fordonsverkstad, plåtslageriverkstad, personalrum etc. satsades mycket på att få lokalerna välventilerade och, främst plåtslageriet, bullerdämpade.
Asselvalsverket i "Rörverk 3", tillverkat av Mannesmann-Meer, installerades 1956 och var länge världens största asselvalsverk. Samma år togs Ringvalsverk 4 i drift, efter att ringvalsverkshallen gjorts större, och brukets tionde stegvalsverk gav ett tillskott till den ökande efterfrågan på kallvalsade rör. Fyra skalsvarvar och ett nytt rullriktverk tillkom 1957–1959 för att möta behovet av svarvade rör. Masugnarnas varmapparater av märke Lindblom blev utbytta mot tre värmebläster 1959, varav två höll helt utan ommurning tills hyttan blåstes ner 1978. 1959 moderniserades även trådbetningsverket.
Bruket tog allt större yta i anspråk och själva bruksområdet var i mitten av 1950-talet 750 000 m². På en smalspårig (600 mm) järnväg med en sammanlagd längd av 18 km sköttes de flesta interna transporterna. På denna järnväg fanns 930 vagnar och 16 lok. Ett nytt lokstall ersatte det gamla lokstallet på Stallbacken 1954. Även ett 50-tal bilar och omkring 40 truckar och traktorer fanns i brukets ägo.
Under 1960-talet gjordes stora investeringar i Hofors bruk, till en sammanlagd kostnad av 292 miljoner kronor. Bland annat byggdes rörverk 4, man förstärkte götvalsverket, gropugnar till samma verk och ett nytt stålverk 3 med en 90 tons sur martinugn byggdes. Senare fick Stålverk 3 ännu en 90 tons sur martinugn, ett femte rörverk anlades, ringvalsverk 5-7 byggdes, trådvalsverket byggdes om, stegvalsverk 12-16 byggdes, samt fem kontinuerliga glödugnar 5-9 anlades. I stålverk 2 byggde man ut för elektrostålstillverkning 1965 med vakuumavgasning och 1968-1969 tillkom två skrotförvärmningsanläggningar. Pendelslipsmaskinerna som hade konstruerats av bruket själva, blev utbytta med bordslipmaskiner 1968 på grund av för tungt arbete och för liten avverkningsförmåga.
1962 byggde man ut ställdiametern i masugn 1 från 3 meter till 4, detsamma gjordes med masugn 2 1966 och mantelkylning sattes in i båda ugnarna. En blåsmaskin installerades 1966 och tack vare detta, i kombination med insättandet av varmblästrarna 1959 ökade tackjärnstillverkningskapaciteten från 40 000 ton per år till 160 000 ton per år under decenniet. För att kunna bygga ut masugn 2, rev man 1966 elektrohyttan som byggdes 1938. I samband med detta byggde man också om, samt byggde en större kran i masugnens gjuthall. 1968 förlängdes hyttans svavelreningshall norrut och man installerade våtelektrofilter för att rena hyttans avgaser. Alla dessa ombyggnationer på hyttan medförde att man lämnade den gamla masugnsstilen och var nu som de större svenska järnverkens kokshyttor.
Miljöskyddslagen (1969:387) hade trätt i kraft 1969 och statliga subventioner utgick till miljöförbättrande åtgärder, liksom statligt stöd till arbetskraft under lågkonjunkturen 1971–1972. Detta påverkade brukets investeringar under 1970-talet. 1972 invigdes bassänger för avskiljning av glödskal från valsningen och recirkulation av processvattnet. Motsvarande bassänger togs i drift för rörverken 1973 och för ringvalsverken 1975. Oljeseparering för dag- och kylvatten infördes 1973 med en reningsstation vid Hosjön, liksom en kulvert från som avledde vatten från Värnan direkt till Hoån, för mindre infiltration från bruksområdet. 1973 infördes även rökgasrening på flera ställen, däribland två rökgasfilter i Stålverk 2, som minskade stoftmängderna med 2 000 ton per år. Samma år invigdes anläggning för neutralisering av vatten från betningen.

#### Stålkrisen och nedläggning av hyttorna
Bruket var vid 1970-talets början inne i de goda tider som förgick Stålkrisen i mitten av samma årtionde. Utleveranserna av stål uppgick till 190 000 ton, att jämföra med 1960 års siffra 148 000 ton. Effektiviseringar hade gjort arbetet mindre arbetskraftsintensivt, vilket förklarar att det total antalet anställda minskat från 4 360 till 3 961 personer från 1961 till 1970. Dock hade 774 personer månadslön 1970 att jämföra med 645 år 1961. SKF hade byggt ett fjärde stålverk i Hofors, och investerade även i Hällefors bruk, med ett nytt stångstålsvalsverk.
Lågkonjunkturen gjorde dock att SKF beslutade om flera produktionsförändringar. Fintrådsvalsningen vid Hällefors bruk flyttades till Hofors, och Hofors tråddragning till Hällefors 1976–1977. 65 procent av Hofors bruks skogar såldes till Domänverket 1977 och samma år lades också masugn 1 ner, bara tre år efter en större omställning. Masugn 2, som under ett års tid varit nedstängd för uppgradering återinvigdes i samband med detta. En kostnadsutredning SKF hade gjort visade dock på stora vinster med att smälta stålskrot istället för att använda tackjärn, och 17 februari 1978 blåstes hyttan ner, som den sista i Torsåkers bergslag.

### 2000-talet
Se även Ovako#2000–10-tal

#### Investeringar under 2000-talet
År 2002 installerades ett nytt valspar i valsverket, till en kostnad av drygt 30 miljoner kronor. De nya valsarna möjliggjorde en större valsdiameter och var även försedda med valstryckmätare. Samma år försågs ringverket med robotar och in line inspection, där inspektion kan ske direkt i det varma flödet. Höghastighetsklingkapar ersatte bandsågarna vid kutskapningen,
och ytterligare investeringar på kapsidan skedde 2004.
2003 hade flera investeringar för värmebehandling av låglegerade pulverprodukter gjorts, både i Hofors och Hällefors.
2006 installerades rökgasfilter för 70 miljoner kronor, och en modernisering av rörtillverkningen inleddes.
Rörvalsverk 4 renoverades under 2007 för 75 miljoner kronor, då systemet från Allen-Bradley från 1960-talet byttes mot ett nytt från Siemens. Bruket anlade även en ny deponi till en kostnad av 20 miljoner kronor samma år.
SKF couplings, som också ligger på bruket, är en stor kund av Ovakos ringar; SKF:s efterfrågan på stora ringar bidrog till byggandet av ett nytt ringverk i Hofors 2008, samma år invigdes även en ny ringsmedja. Under 2009 investerades 45 miljoner kronor i en ny chargeringstravers.
2010 invigdes ringverk 10, för ringar med dimensioner 350–1 200 mm,, utrustat med KR 1000-robotar från Kuka Robotics, som kan utföra fler uppgifter än traditionella maskiner. Robotarna ersätter även det tidigare till stor del manuella arbetet med att förflytta det rödglödgade stålämnet ur ugnen genom tillverkningslinjen. Under våren 2012 påbörjades ytterligare en modernisering av rörverket, bland annat med syfte att skapa bättre rör för olje- och gasledningar.
Ringverk 11 planerades att uppföras under 2011,  men togs i drift 19 mars 2013 och är liksom ringverk 10 robotiserat. Verket är främst avsett för stora ringar, upp till fyra meter i diameter, vilka exempelvis kan användas i vindkraftverk till havs.

## Nuvarande verksamhet

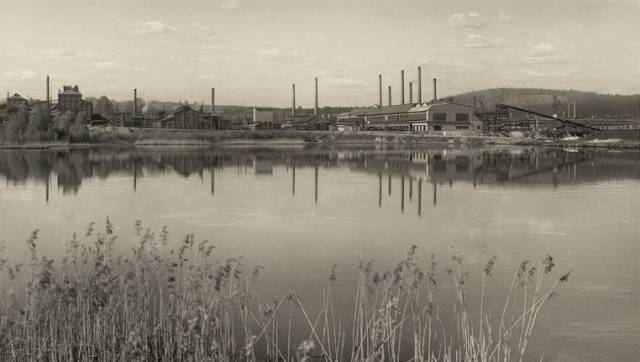
Hofors bruk från tidigt 1900-tal, med Hosjön i förgrunden. Bilden är troligen tagen där europaväg 16 ligger idag.

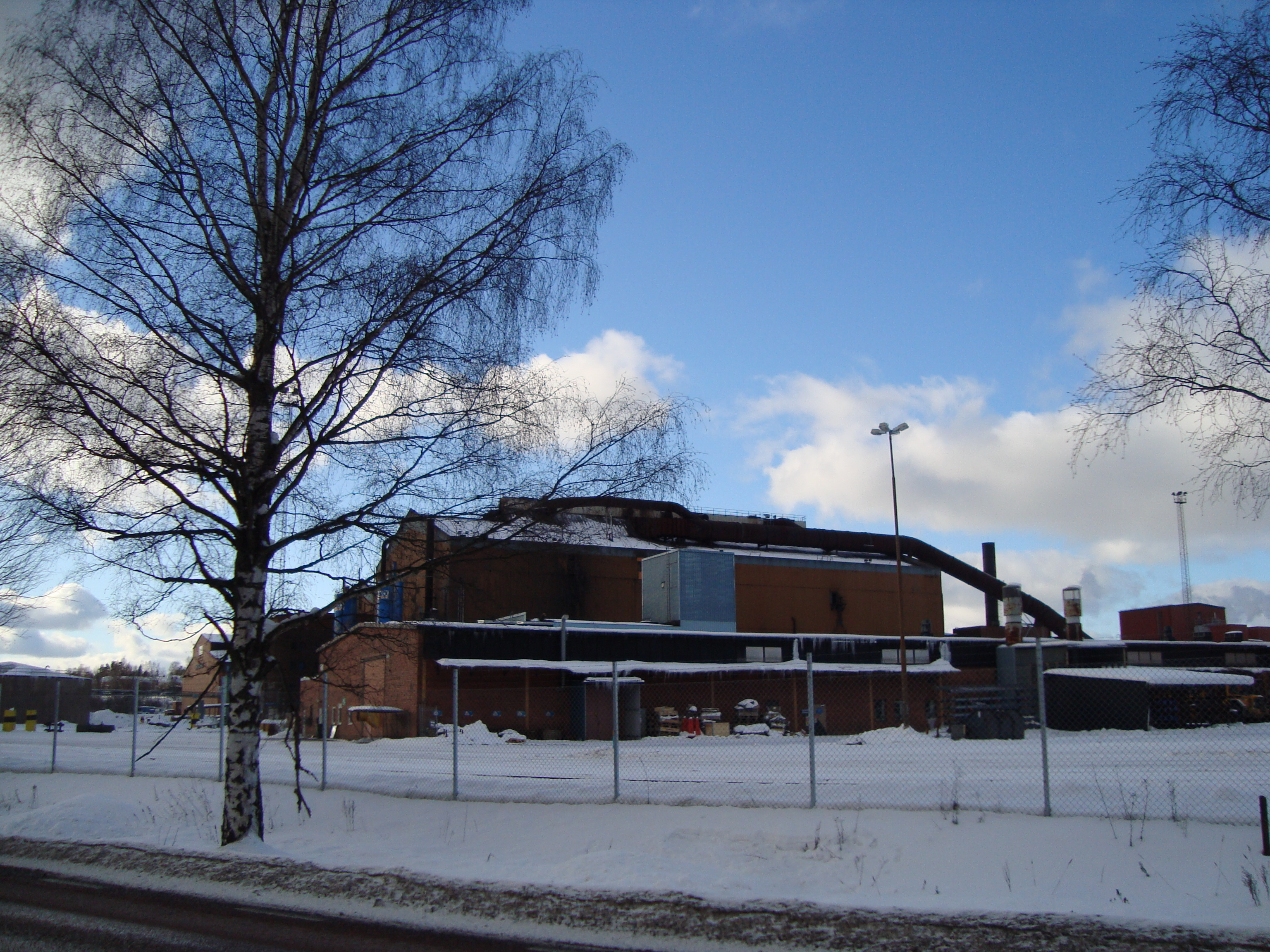
Hofors bruk 2009, på bilden syns "Stålverk 4". Bilden är tagen på ungefär samma plats, men bruket ligger idag där Hosjön låg förut.

Huvuddelen av Hofors bruk ingår i industrikoncernen Ovako och är Europas främsta tillverkare av kullagerstål (2011). Bolaget producerar årligen omkring 1,3 miljoner ton stål, och de huvudsakliga produkterna är (2013) rundstång 11–230 mm, varmvalsad ring 150–4000 mm, rör 25–245 mm, samt så kallat IQ-stål (isotropiskt stål), som främst används till dieselinjektorer. VD för Ovako Hofors är Sten Lyckström och styrelseordförande Tom Erixon (2013).
På bruksområdet finns idag (2013) Ovakos två divisioner Bar Hofors-Hällefors med stålverk och valsverk samt Tube and Ring med rörverk och ringverk. Sammanlagt sysselsattes cirka 1 200 personer 2012, varav drygt hälften på Tube and Ring. Stålverket har en årlig produktionskapacitet på cirka 500 000 ton tackjärn, rörverkets kapacitet är cirka 120 000 ton rör om året och ringverket kan göra 45 000 ton ringar per år. Rörverket består av tre produktionslinjer: Rörverk 4, 5 respektive 6, och ringverket av fem linjer, där ringverk 11 är den senaste. I rörverken görs sömlösa varmvalsade rör i ett antal hundra olika dimensioner, mellan 30 och 255 mm. Stålrören tillverkas av ämnen som hålas av en pluggstång försedd med en mycket hård hålplugg, tillverkad av materialet Stellite 8 (63% kobolt, 30% krom, 6% molybden och 0,2% kol). Denna typ av rör är Hofors bruk sedan 1990-talet ensamma i Sverige om att tillverka och är även den enda nordiska aktör som varmvalsar stålrör enligt Mannesman-Asselmetoden.
Cirka 60 fordonsförare, lokalvårdare och underhållspersonal är sysselsatta hos Ovakos underentreprenörer med fasta arbetsplatser på industriområdet. Övriga företag som håller till på bruksområdet 2013 är 158:ans kök (Ovakos personalrestaurang), Arc Metal (återvinning av begagnade bilkatalysatorer), Bemab mekaniska (svarvning, maskinbearbetning), Hofors Energi (fjärrvärme och processånga till Ovako), Scan Arc (processutveckling för upparbetning av industriellt avfall) och SKF Couplings (stelaxelkopplingar).

## Bruksbebyggelse
Hofors herrgård, brukets disponentbostad, ritades av T G Wennberg och stod färdig 1803.
Området kring herrgården, Storgatan och Bruksvägen är bedömt av kulturhistoriskt värde. Det är i huvudsak uppbyggt under sent 1800- och tidigt 1900-tal, och består bland annat av arbetar- och tjänstemannabostäder, skolor samt kontors- och servicebyggnader. Två flerfamiljshus för arbetare byggda på 1880-talet finns kvar längs Storgatan, där det ena sedan 1960-talet utgjort Hofors hembygdsgård. I huset, som ursprungligen rymde 12 lägenheter, visar arbetarlägenheter från 1880-, 1920- och 1960-talen. Flera andra arbetarlängor i närheten har gjorts om till bostadsrätter.
Cyrillus Johansson ritade ett antal tjänstemannavillor i Hofors, som uppfördes på 1920- och 1930-talen. Ett antal fyrfamiljshus ritade av Johansson uppfördes 1926 och 1936, och stilen på dessa arbetarbostäder är mer villaliknande och ett försök att komma ifrån kasernutseendet. Flera av fyrfamiljshusen, i området längs Bergsgatan, Bryggargatan, Västra Parkgatan och Östra Parkgatan är bedömt viktiga för helhetsmiljön.

## Gruvor
Mycket av Hofors bruks järnmalm kom från området kring sjöarna Stor- och Lillgösken. Under 1750 påbörjades Nya Mossgruvan, en av Storbergets gruvor. 1751 användes uteslutande malm från denna till blåsningen, vilket gav ett gott tackjärn och ett "försvarligt" stångjärn. Gruvan pumpades på vatten dygnet runt av två pumpar och fyra hästar, och 1757 hade man nått ner till ett djup av 80 alnar. Där stötte man oväntat på oduglig malm, och brytningen i gruvan avbröts därför den 30 april. Även Gamla Mossgruvan nedlades 1757, vilket föranledde en svår situation för bergsmännen i bygden, som var delägare i gruvorna.
Bergmästare Urlander fann dock en lösning, genom att skapa ett gemensamt bolag för brukspatroner och bergsmän med syfte att bearbeta den gamla Göskegruvan. Jakob Fredrik Petre på Hofors köpte tio av de totalt 120 andelarna, men liksom de andra brukspatronerna drog han sig snabbt ur och fortsatte med sina egna gruvor. Han hade redan en god fyndighet, Storsängsgruvan i Tjärnäs, som han brukade tillsammans med Anna Christina Mackey på Hammarby. Urlander lade ner stora utgifter och ansträngningar i sitt gruvbolag. Han bekostade ett uppfordringsverk för 9 000 daler silvermynt och även en vattenkonst med stånggång. Urlander klagade till bergskollegium: "De köpa malm utifrån och vilja icke åtaga sig kostsamma försöksarbeten i orten". Göskegruvan gick för varje år allt sämre ekonomiskt, år 1767 var nettoresultatet minus 43 000 daler kopparmynt. Efter tio år och nästan 22 000 lass gråberg lyckades man dock hitta järnmalm i Göskegruvan. Urlander startade även ett bolag, också det med Petre som delägare, för att leta efter malm i Nyängsgruvan, men man kom inte tillräckligt djupt för att hitta malmkroppen.
Samtliga kvarvarande gruvor i Storberget övergavs på 1880-talet till förmån för bland andra Nyängsgruvan och Storstrecksgruvan. I Vingesbacke hade en malmfyndighet hittats 1945 och ersatte planerna på att återuppta verksamheten i Göske gruvfält. Även Örbäcksgruvan lades ner när denna nya fyndighet började brytas 1956.
Totalt fick bruket 125 000 ton slig per år av gruvorna i Hofors och Torsåkers kommuner under 1950-talet. Detta kompletterades med malm från gruvor bruket ägde utanför bygden, innefattande bland andra Haggruvan, Vintjärn och Mossgruvan. Utbyggnaden av Mossgruvan 1957 gav ett tillskott på 50 000 ton slig om året. I och med nedblåsningen av Hofors bruks sista hytta 1978 kunde Vingesbacke läggas ner och var avvecklad 1980.